# A. J. Liebling

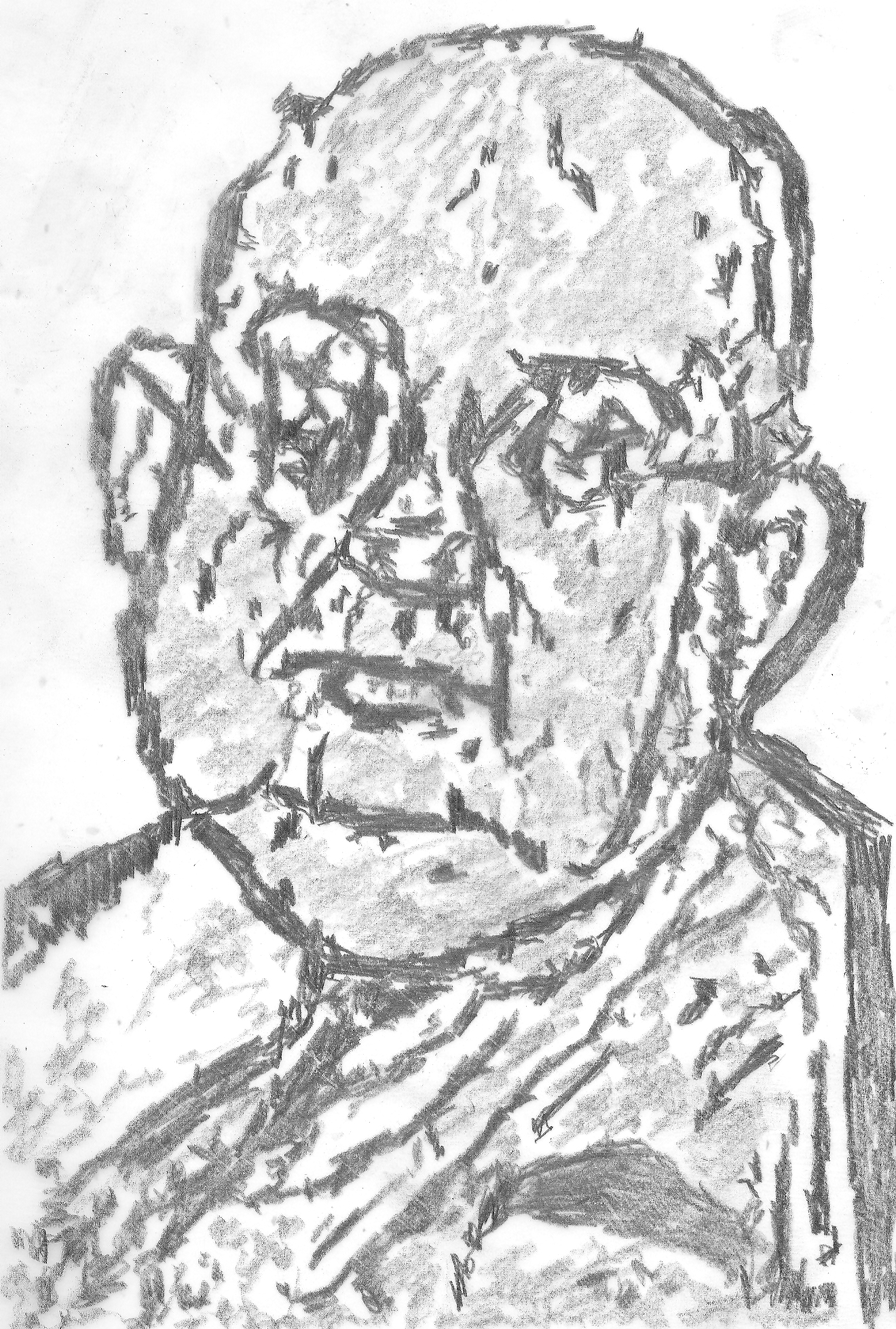
A. J. Liebling

Abbott Joseph Liebling (* 18. Oktober 1904 in New York City, New York; † 28. Dezember 1963 ebenda) war ein US-amerikanischer Journalist, der seit 1935 bis zu seinem Tode eng mit der Zeitschrift The New Yorker verbunden war.

## Biographie
Liebling wuchs in einer wohlhabenden Familie an der Upper East Side in Manhattan auf. Sein Vater Joseph Epstein, ein jüdischer Immigrant, war in der dortigen Pelz-Industrie tätig, seine Mutter Anna Sloan stammte ursprünglich aus Österreich. Nach seiner frühzeitig abgeschlossenen Schulausbildung in New York, wurde Liebling im Herbst 1920 am Dartmouth College angenommen. Er verließ Dartmouth jedoch ohne Abschluss und schrieb sich in der Journalistenschule an der Columbia University ein. Nach seinem dortigen Abschluss, begann er seine Karriere als Journalist beim Evening Bulletin in Providence, Rhode Island. Er arbeitete kurzzeitig in der Sportredaktion der New York Times, wurde aber aufgrund der Bezeichnung „Ignoto“ („unbekannt“ auf Italienisch) für einen Schiedsrichter in der Spiel-Ergebnisliste entlassen.
1926 fragte Lieblings Vater seinen Sohn, ob dieser bereit sei, seine Karriere als Journalist aufzugeben, um für ein Jahr in Paris zu studieren.
Daraufhin segelte Liebling im Sommer 1926 nach Europa, wo er französisch-mittelalterliche Literatur an der Sorbonne studierte. Obwohl er nur etwas über ein Jahr in Paris verbrachte, prägte ihn diese Erfahrung und führte zu einer lebenslangen Liebe zu Frankreich und zu den Franzosen, welche sich auch in seinen späteren Kriegsberichten erkennen ließ. Im Herbst 1927 kehrte er nach Providence zurück, um für das Journal zu schreiben. Er zog dann nach New York, wo er sich für einen Job bei Joseph Pulitzers New York World, bekannt für seine Veröffentlichungen von James M. Cain und Walter Lippmann und bekannt als die Schriftsteller-Zeitung dieser Zeit, bewarb. Um die Aufmerksamkeit des Herausgebers James W. Barrett zu bekommen, engagierte Liebling einen pensionierten norwegischen Seemann, der drei Tage vor dem Pulitzer Gebäude mit Hire Joe Liebling-Reklametafeln [Quelle: The New Yorker, März 29, 2004, S. 54] auf- und abmarschierte. (Es stellte sich allerdings heraus, dass Barrett immer einen anderen Eingang benutzte und somit das Schild nie gesehen hat.) Liebling schrieb für die World (1930–31) und für das World Telegram (1931–35). Im Jahre 1934 heiratete er Mary Anne Quinn, ohne von ihrer Schizophrenie zu wissen. Mary Anne war während ihrer Ehe oft im Krankenhaus.
1935 fing Liebling beim The New Yorker an. Seine besten Artikel aus den späten 1930er Jahren sind gesammelt in Back Where I Came From (1938) und in Telephone Booth Indian (1942) erschienen.

## Kriegsreporter
Während des Zweiten Weltkriegs war Liebling als Kriegs-Korrespondent tätig und schrieb viele Geschichten aus Nordafrika, England und Frankreich auf. „Sein Krieg“ begann, als er im Oktober 1939 nach Europa flog, um dort über die ersten Kämpfe zu berichten. Bis zum 10. Juni 1940 war er in Paris und flog, nach einem kurzen Aufenthalt in den USA, 1941 nach Großbritannien. Im November 1942 reiste er nach Algerien, um dort über die Kämpfe an der tunesischen Front (Januar bis Mai 1943) zu berichten. Die Artikel dieser Zeit wurden gesammelt in The Road back to Paris herausgegeben. Er war beim D-Day, die Landung der Alliierten in der Normandie, dabei und schrieb einen denkwürdigen Artikel über seine Erfahrungen auf einem dortigen Landungsboot. Er verbrachte dann zwei Monate in der Normandie und in der Bretagne und war bei der Rückeroberung Paris durch die Alliierten dabei. Für seine Kriegsberichte erhielt Liebling das Kreuz der Légion d’honneur.

## Nachkriegszeit
Nach Kriegsende kehrte Liebling zum New Yorker zurück und schrieb dort regelmäßig für viele Jahre seinen monatlichen Beitrag „Wayward Press“, in welchem er die US-Presse analysierte. Da Liebling außerdem ein begeisterter Fan von Boxen, Pferderennen und Essen war, schrieb er zeitweise auch über diese Themen. 1947 veröffentlichte er The Wayward Pressman, eine Sammlung seiner Schriften aus dem New Yorker und anderen Veröffentlichungen. Während der späten vierziger Jahre kritisierte er mit Nachdruck das Komitee für unamerikanische Umtriebe, freundete sich mit Alger Hiss an, ließ sich von seiner Frau scheiden und heiratete 1949 Lucille Spectorsky, von welcher er sich später scheiden ließ um 1959 die Autorin Jean Stafford zu heiraten.
1961 veröffentlichte Liebling The Earl of Louisiana, vormals veröffentlicht als eine Reihe von Artikeln in The New Yorker, in welchem er auf die Prozesse des Gouverneurs von Louisiana, Earl K. Long, dem jüngeren Bruder des Louisianaer Politikers Huey Pierce Long, einging.
Liebling starb am 28. Dezember 1963 und wurde auf dem Green River-Friedhof in East Hampton, New York begraben.

## Werke
- Zwischen den Gängen: ein Amerikaner in den Restaurants von Paris. Übers. aus dem Engl., Vorw. und Erläuterungen von Joachim Kalka. Berenberg Verlag, Berlin 2007 ISBN 978-3-937834-21-4
- The road back to Paris. Joseph, London 1944
- Die artige Kunst: Joe Louis, Rocky Marciano und die klassische Ära des amerikanischen Boxkampfs. Nachw. von Joachim Kalka; Anm. von Joachim Kalka; aus d. Engl. übers. von Joachim Kalka, Berenberg Verlag, Berlin 2009 ISBN 978-3-937834-32-0